# Линколн (Небраска)
Линколн (енгл. Lincoln) главни и други је по величини град америчке савезне државе Небраска. По попису из 2006. године има 241.167 становника.

## Географија
Линколн се налази на надморској висини од 358 m.

## Демографија
По попису из 2010. године број становника је 258.379, што је 32.798 (14,5%) становника више него 2000. године.
|                   | 2010.            | 2000.            |
| Укупно            | 258 379 (100,0%) | 225 581 (100,0%) |
| Белци             | 214 739 (83,11%) | 198 087 (87,81%) |
| Хиспаноамериканци | 16 182 (6,263%)  | 8 154 (3,615%)   |
| Афроамериканци    | 9 824 (3,802%)   | 6 960 (3,085%)   |
| Азијати           | 9 773 (3,782%)   | 7 048 (3,124%)   |
| Остали            | 7 861 (3,042%)   | 5 332 (2,364%)   |